# Pica Cerví de Durro
La Pica Cerví de Durro, també anomenat Picacerví de Durro i Pica de Cerví de Durro és una muntanya termenal entre Sarroca de Bellera i la Vall de Boí (a l'antic terme de Durro), i, per tant, entre les comarques del Pallars Jussà i de l'Alta Ribagorça.
Forma part de la carena que delimita tot el sector nord del terme municipal de Sarroca de Bellera; en aquest cas, pel nord-oest. Té a llevant seu el Port d'Erta, i al sud-oest el Cap dels Vedats d'Erta.